# 星大輔
星 大輔（ほし だいすけ、1980年12月10日 - ）は、東京都町田市出身の元サッカー選手、政治家。東京都議会議員（2期）、元町田市議会議員（1期）。
現役時代のポジションはミッドフィールダー。

## 来歴

### サッカー選手としての経歴
FC町田（後のFC町田ゼルビアジュニアユース）から横浜マリノスユースへ進み、1999年にトップチームへ昇格。
2000年、FC東京へ移籍。右サイドハーフ（SH）佐藤由紀彦の控えという立ち位置だったが、同年途中からこのポジションを務める増田忠俊も移籍加入したことから、8月に大宮アルディージャへ期限付き移籍。移籍期間の延長を経て、2002年にFC東京へ復帰。この年は佐藤のコンディションが悪く、原博実監督の下でJ1初出場を果たしたが、同年4月末の石川直宏加入を境に再び出場機会を失った。原は星を評価しながらも、石川の重用を続け「（星は）なるべく試合に出られる所でやった方が良い」 と退団を促した。
2003年にモンテディオ山形へ移籍。柱谷幸一監督に見出されて右SHのレギュラーを掴み、9得点を挙げた。2004年も鈴木淳新監督からの信頼は厚く、その甘いマスクで女性からの人気が高かったことから「プリンス」と呼ばれ、人気を博した。
2005年、恩師・柱谷が監督を務めていた京都パープルサンガへ完全移籍。ここでも右SHの主力として活躍し、チームのJ1昇格に貢献した。しかし、2006年は怪我の影響もあって途中出場が多く、チームも1年でJ2降格を喫してしまう。2007年も徳重隆明の加入で出場機会が激減。チームは1年でJ1に復帰したが、星自身は戦力外通告を受け、京都を退団した。
2008年、JFL・栃木SCに移籍。自身三度目となる柱谷の率いるチームでJ2昇格を目指したが、リーグ戦開幕前に左アキレス腱を断裂し、同年は長期のリハビリに費やされた。年末に解雇通告を受けたため翌2009年は練習生としてチームに帯同し、復調をアピールして 4月に再契約を交わした。
2010年、故郷・東京都町田市を本拠地にし、中学時代に在籍したJFL・FC町田ゼルビアに入団した。ホーム開幕戦となった同年JFL前期第2節びわこ草津戦で移籍後初ゴール。2011年12月11日、JFL最終節讃岐戦で現役最後のゴールを決め、試合後サポーターの前で引退を表明した。2012年からは同クラブのフロントスタッフを務めている。

### 政治家としての経歴
2018年2月投開票の町田市議会議員選挙に自由民主党より立候補して5,884票を獲得して当選した。
2020年11月27日、東京都議会議員の吉原修（都議会自民党元幹事長）の不出馬に伴い、2021年執行の東京都議会議員選挙の自由民主党公認候補者（町田市選挙区）に内定。投票の結果、21,445票で当選。
2025年6月の東京都議会議員選挙の結果、27,849票で再選。

## 不祥事
2024年12月、自民党の政治資金パーティー収入の裏金問題に関連し、都議会自民党において、同会派が開いた政治資金パーティーの収入の一部が政治資金収支報告書に記載されていなかった問題が表面化した。2025年1月23日、都議会自民党は政治資金パーティー券収入を収支報告書に記載していなかった都議ら26人の氏名とそれぞれの不記載額を公表し、星は12万円の不記載があったとして公表された。

## 所属クラブ
- 1987年 - 1992年 南大谷キャッツ / FC町田 (町田市立南大谷小学校[4])
- 1993年 - 1995年 FC町田 (町田市立南大谷中学校[4])
- 1996年 - 1998年 横浜マリノスユース (東京都立山崎高等学校[7])
- 1999年 横浜F・マリノス
- 2000年 - 2002年 FC東京
  - 2000年8月 - 2001年 大宮アルディージャ (レンタル移籍)
- 2003年 - 2004年 モンテディオ山形
- 2005年 - 2007年 京都パープルサンガ / 京都サンガF.C.
- 2008年 - 2009年 栃木SC
- 2010年 - 2011年 FC町田ゼルビア

## 個人成績
| 国内大会個人成績 | 国内大会個人成績 | 国内大会個人成績 | 国内大会個人成績 | 国内大会個人成績 | 国内大会個人成績 | 国内大会個人成績 | 国内大会個人成績 | 国内大会個人成績 | 国内大会個人成績 | 国内大会個人成績 | 国内大会個人成績 |
| 年度             | クラブ           | 背番号           | リーグ           | リーグ戦         | リーグ戦         | リーグ杯         | リーグ杯         | オープン杯       | オープン杯       | 期間通算         | 期間通算         |
| 年度             | クラブ           | 背番号           | リーグ           | 出場             | 得点             | 出場             | 得点             | 出場             | 得点             | 出場             | 得点             |
| 日本             | 日本             | 日本             | 日本             | リーグ戦         | リーグ戦         | リーグ杯         | リーグ杯         | 天皇杯           | 天皇杯           | 期間通算         | 期間通算         |
| ---------------- | ---------------- | ---------------- | ---------------- | ---------------- | ---------------- | ---------------- | ---------------- | ---------------- | ---------------- | ---------------- | ---------------- |
| 1999             | 横浜FM           | 27               | J1               | 0                | 0                | 0                | 0                | 0                | 0                | 0                | 0                |
| 2000             | FC東京           | 31               | J1               | 0                | 0                | 0                | 0                | 0                | 0                | 0                | 0                |
| 2000             | 大宮             | 26               | J2               | 5                | 0                | 0                | 0                | 3                | 0                | 8                | 0                |
| 2001             | 大宮             | 12               | J2               | 0                | 0                | 0                | 0                | 0                | 0                | 0                | 0                |
| 2002             | FC東京           | 25               | J1               | 9                | 0                | 5                | 0                | 0                | 0                | 14               | 0                |
| 2003             | 山形             | 19               | J2               | 38               | 9                | -                | -                | 3                | 1                | 41               | 10               |
| 2004             | 山形             | 11               | J2               | 39               | 5                | -                | -                | 2                | 0                | 41               | 5                |
| 2005             | 京都             | 11               | J2               | 42               | 5                | -                | -                | 1                | 0                | 43               | 5                |
| 2006             | 京都             | 11               | J1               | 19               | 1                | 2                | 0                | 0                | 0                | 21               | 1                |
| 2007             | 京都             | 11               | J2               | 3                | 0                | -                | -                | 1                | 0                | 4                | 0                |
| 2008             | 栃木             | 27               | JFL              | 0                | 0                | -                | -                | 0                | 0                | 0                | 0                |
| 2009             | 栃木             | 27               | J2               | 5                | 0                | -                | -                | 0                | 0                | 5                | 0                |
| 2010             | 町田             | 28               | JFL              | 27               | 9                | -                | -                | 2                | 0                | 29               | 9                |
| 2011             | 町田             | 28               | JFL              | 16               | 1                | -                | -                | 2                | 0                | 18               | 1                |
| 通算             | 日本             | 日本             | J1               | 28               | 1                | 7                | 0                | 0                | 0                | 35               | 1                |
| 通算             | 日本             | 日本             | J2               | 132              | 19               | 0                | 0                | 10               | 1                | 142              | 20               |
| 通算             | 日本             | 日本             | JFL              | 43               | 10               | -                | -                | 4                | 0                | 47               | 10               |
| 総通算           | 総通算           | 総通算           | 総通算           | 203              | 30               | 7                | 0                | 14               | 1                | 224              | 31               |

- 2000年8月26日：J2初出場 - J2第30節 vsコンサドーレ札幌 (大宮)
- 2002年3月09日：J1初出場 - J1第2節 vs浦和レッドダイヤモンズ (埼玉)
- 2003年3月22日：J2初得点 - J2第2節 vsコンサドーレ札幌 (山形県）
- 2005年6月25日：J2・100試合出場 - J2第18節 vsヴァンフォーレ甲府 (西京極)
- 2006年7月26日：J1初得点 - J1第15節 vsジェフユナイテッド市原・千葉 (西京極)
- 2010年3月14日：JFL初出場 - JFL前期第1節 vsSAGAWA SHIGA FC (守山)
- 2010年3月21日：JFL初得点 - JFL前期第2節 vsMIOびわこ草津 (町田)